# Королівське азійське товариство Великої Британії та Ірландії
51°31′35″ пн. ш. 0°08′07″ зх. д. / 51.526525195389° пн. ш. 0.13533217426086° зх. д.
Королівське азійське товариство Великої Британії та Ірландії — сходознавча організація, заснована в Лондоні у 1823 році.
З моменту свого створення, за допомогою лекцій, видавництва власного журналу та інших публікацій, це товариство стало справжнім форумом для вчених, які займалися вивченням азійської культури. Воно є найстарішим науковим товариством Сполученого Королівства в області азійських досліджень. Ряди членів цього товариства включають в себе високоосвічених і знаменитих учених, фахівців з Азії, які наділені правом використовувати після свого імені літери FRAS (англ. Fellows of the Royal Asiatic Society).

## Історія
Товариство було засноване в Лондоні 15 березня 1823 року і вже незабаром отримало привілейований статус, коли 11 серпня 1824 року король Георг IV вручив даній організації хартію. Згідно з цим документом, товариство отримало право називатися «Королівським» (англ. Royal. Його створенням займалася група осіб, переважно видатні вчені та колоніальні адміністратори. Воно повинно було стати британським аналогом Азійського товариства, яке було засноване в 1784 році відомим санскритологом і юристом сером Вільямом Джонсом. Провідна роль у створенні Королівського азійського товариства належить Генрі Томасу Колбруку, який сам був відомим санскритологом і у свій час займав пост президента Азійського товариства у Колкаті.
Коли в Лондоні відкрився в 1824 році клуб «Орієнтал», членство в Королівському азійському товаристві було визнано однією із чотирьох умов для членства в цьому джентльменському клубі.
Внаслідок тісних зв'язків товариства з Британською Імперією на сході, більшість роботи, що проводилася в ньому, було сфокусовано на темах, які стосуються Індійського субконтиненту. Однак в цілому область інтересів Королівського азійського товариства простягалася далеко за межі Індії, включаючи в себе всю Азію, мусульманську Північну Африку та Ефіопію. Разом з тим, товариство по тематиці своїх досліджень мало ряд обмежень, таких як політична історія недавнього часу і поточні проблеми. Цей особливий мораторій призвів до заснування Центрального азійського товариства, яке пізніше стало Королівським товариством з азійських справ. Після Другої світової війни, з поступовим закінченням британської гегемонії на схід від Суеца, Королівське азійське товариство підтвердило свій чисто науковий інтерес до Азії. У той же час, роль цього товариства через зростання числа азійських досліджень в британських університетах істотно зменшилася.
У розпорядженні Королівського азійського товариства знаходиться ряд збірників, що включають арабські, перські, санскритські, палійські, малайські та яванські рукописи, твори живопису і друковані зразки. Ці об'єкти часто представлені на виставках, організованих товариством.
Впродовж усієї своєї історії Королівське азійське товариство, незважаючи на досить обмежений розмір свого членства, завжди мало у своєму складі велику кількість видатних особистостей, як з наукового, так і з політичного світу. Список найбільш знаменитих членів суспільства включає в себе таких знаменитостей як Рабіндранат Тагор, сер Марк Аурель Стейн, Фрідріх Макс Мюллер, Генрі Роулінсон, Джон Фейтфул Фліт (почесний секретар товариства з 1906 року) і Річард Френсіс Бертон.
Зараз в даному товаристві нараховується близько 700 членів, половина яких знаходиться поза межами Великої Британії. Вони чотири рази на рік отримують журнал товариства і мають право повного доступу до всіх ресурсів організації. Нові члени в основному пропонуються і підтримуються вже обраними. Керує товариством Рада, що складається приблизно з двадцяти членів, з числа яких обираються особи на ключові посади організації. Основна діяльність товариства зосереджена на виданні журналу, наповнюваності бібліотеки, фінансуванні лекцій і виставок.
Поточний президент Королівського азійського товариства — доктор Гордон Джонсон.

## Відділення

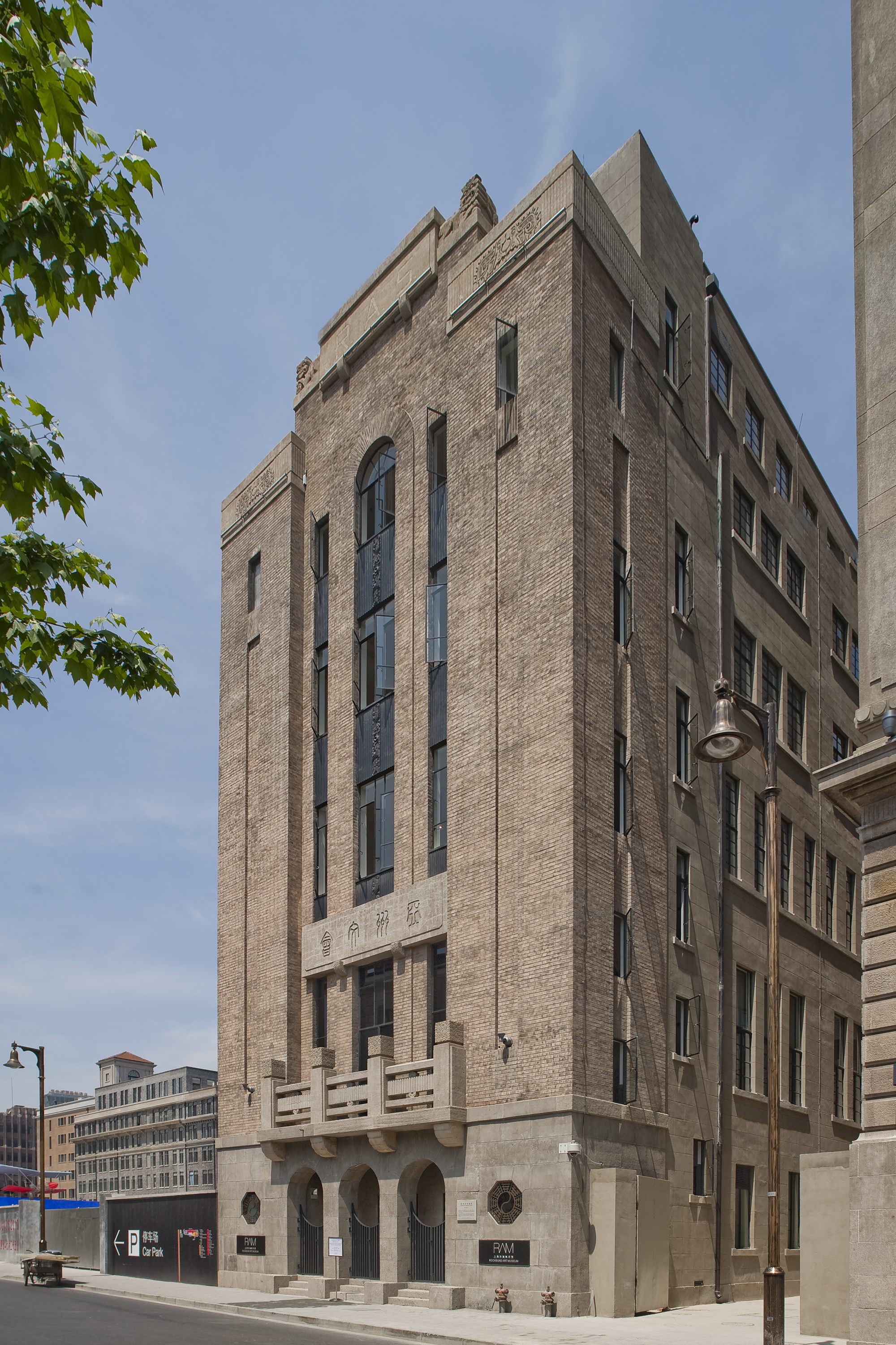
Будівля Королівського відділення товариства у Шанхаї (зараз — Музей Рокбунд)

У Мумбаї, Шрі-Ланці, Гонконгу (1847), Шанхаї (1858), Японії, Малайзії (1877) і Кореї (1900) було засновано кілька наукових товариств, які офіційно вважалися Відділеннями (англ. Branch) Королівського азійського товариства. Колишнє відділення у Мумбаї стало відомим згодом як Азійське товариство Бомбею (пізніше — Мумбаї). У 2008 році Шанхайське відділення було реорганізовано. Воно відоме зараз як Північно-Азійське відділення Королівського азійського товариства.

## Журнал
Журнал Королівського азійського товариства (англ. The Journal of the Royal Asiatic Society або скорочено JRAS) публікується видавництвом Cambridge University Press чотири рази на рік. Кожен випуск містить певну кількість статей вчених і кілька оглядів книг. У додатках до журналу товариство також регулярно публікує історичні манускрипти і монографії на різні теми.

## Нагороди
Товариством вручаються спеціальні нагороди, які представлені Премією Королівського азійського товариства (англ. Royal Asiatic Society Award вручається кожні три роки; замінила собою Золоту медаль Королівського азійського товариства) і Медаллю сера Річарда Бертона. Також існують нагороди меншого значення: Медаль Деніса Сінора за дослідження Внутрішньої Азії і Премія Барвіс-Холлідей за кращу статтю в журналі товариства із близькосхідної тематики.